# Maria Brink
Maria Diane Brink (Albany, 18 de diciembre de 1977) es una cantante y compositora estadounidense, conocida como la vocalista de la banda estadounidense de metalcore In This Moment. En las canciones, usa una combinación de voces guturales y limpias.
Ha sido reconocida como "la "Diosa del rock del año" en la tercera (2013) y quinta (2015) entrega anual de los Loudwire Music Awards, la "Chica más ardiente del metal" en 2010, una de las "11 mujeres del heavy metal que importan" de la revista Yell! en 2012, y fue reconocida por la revista Revolver como una de las "25 chicas más ardientes del hard rock y el metal".

## Biografía
Nació en el estado de Nueva York. Su padre dejó a su familia cuando ella era joven. Cuando tenía 14 años, quedó embarazada y tuvo que mantenerse a sí misma y a su hijo; también ayudó a su madre a superar su adicción a las drogas.
La primera banda en la que estuvo fue una banda llamada Pulse con sede en Albany, antes de mudarse a California.
En 2002, cuando tenía 25 años, se mudó a Los Ángeles para encontrar una banda con la que trabajar. Dos años más tarde, en el 2004, Chris Howorth hizo audiciones para encontrar un cantante para su banda. Brink fue aceptada tras su segunda audición.

## Discografía

### In This Moment

#### Álbumes de estudio
- 2007: Beautiful Tragedy
- 2008: The Dream
- 2010: A Star-Crossed Wasteland
- 2012: Blood
- 2014: Black Widow
- 2017: Ritual
- 2020: Mother
- 2023: Godmode

### Invitada
- Here's To Us: Halestorm
- Anywhere But Here: Five Finger Death Punch
- Big Mouth: Red Dragon Cartel
- Contemptress: Motionless in White
- Gravity: Papa Roach
- Criminal Conversations: P.O.D.
- New Devil: Asking Alexandria